# Gabriel Stan
Gabriel Stan (n. 25 iunie 1952) este un antrenor român de fotbal. Este renumit pentru faptul că e ultimul antrenor care a dus pe FC Brașov într-o cupă europeană. I se mai spune și Gabello, de la simpatia sa față de antrenorul italian Fabio Capello.

## Cariera de antrenor
În cariera sa de antrenor acesta a condus o serie de echipe, cronologia lor fiind următoarea:
| Anii      | Echipa            | Divizia | Perioada            | Note |
| --------- | ----------------- | ------- | ------------------- | --- |
| 1982-1983 | Tractorul Brașov  | B, C    | n/c–n/c             | Reușește promovarea în Divizia B, în calitate de antrenor secund                                                     |
| 1988–1992 | Metrom Brașov     | B, C    | n/c–n/c             | Promovează din Divizia D consecutiv în Divizia C și apoi Divizia B                                                   |
| 1995      | FC Brașov         | A       | prim. '95–iarna '95 | Reușește evitarea retrogradării în sezonul 1994/1995                                                                 |
| 1995–1996 | Corvinul Huned.   | B       | n/c–n/c             | Echipa se clasează pe locul 9 la finalul sezonului                                                                   |
| 1996–1999 | Astra Ploiești    | A, B, C | n/c–n/c             | Promovează cu Astra din Divizia C până în Diviza A                                                                   |
| 1999–2000 | CSM Reșița        | A       | n/c–n/c             | CSM Reșița retrogradează la finalul sezonului                                                                        |
| 2000–2001 | FC Brașov         | A       | sezon complet       | Califică pe FC Brașov în Cupa UEFA terminând campionatul pe locul 3                                                  |
| 2001      | Astra Ploiești    | A       | etapa 1–etapa 8     | După o scurtă perioadă la Astra revine la FC Brașov                                                                  |
| 2001–2002 | FC Brașov         | A       | oct. '01–apr. '02   | La finalul sezonului FC Brașov termină pe locul 11                                                                   |
| 2002–2003 | Zimbru Chișinău   | A       | sezon complet       | Câștigă Cupa Moldovei și iese vicecampion în Divizia Națională                                                       |
| 2004      | FC Vaslui         | B       | 30.12.03–22.03.04   | Scurtă perioadă în care conduce doar două meciuri                                                                    |
| 2004–2005 | FC Brașov         | A       | etapa 6–etapa 20    | Preia echipa de la Ionuț Lupescu dar nu reușește să o redreseze iar FC Brașov retrogradează la finalul sezonului     |
| 2005–2006 | Minerul Lupeni    | B       | n/c–n/c             | La finalul sezonului Minerul termină pe ultimul loc neretrogradabil                                                  |
| 2006      | FC Brașov         | B       | oct. '06–dec. '06   | Este înlăturat din retur pentru a-i face loc lui Răzvan Lucescu                                                      |
| 2007      | Forex Brașov      | B       | apr. '07–iun. '07   | Nu reușește promovarea la finalul sezonului                                                                          |
| 2008      | UTA Arad          | A       | mar. '08–apr. '08   | Nu reușește salvarea de la retrogradare                                                                              |
| 2008–2009 | Dunărea Călărași  | C       | iun.'08–apr. '09    | Demisionează înainte de finalul sezonului iar Dunărea termină pe locul 6                                             |
| 2011      | Unirea Alba Iulia | B       | feb. '11–apr. '11   | Demisionează înainte de finaul sezonului pentru a reveni în Moldova                                                  |
| 2011      | Ursidos Chișinău  | B       | apr. '11–aug. '11   | Reușește clasarea pe locul 2, dar echipa nu primește licență pentru prima ligă, iar apoi fuzionează cu Milsami Orhei |
| 2011      | Milsami-Ursidos   | A       | aug. '11–noi. '11   | Părăsește echipa la expirarea contractului, lăsând-o pe locul 5                                                      |